# 闊葉火蘚
闊葉火蘚（学名：Schlotheimia latifolia）为木靈蘚科火蘚屬下的一个种。